# Мустакато тръстикарче
Мустакато тръстикарче, мустакат синигер, мустакатка (Panurus biarmicus) – вид птица от семейство мустакаткови (Panuridae). Среща се и в България.

## Физически характеристики
Мустакатите тръстикарчета достигат големина 14 – 15,5 cm. При тях се наблюдават и полов и възрастов диморфизъм. Опашката е дълга и стъпаловидна. Мъжкият е с кафяв гръб и сива глава, с черно мустаче под окото. Отдолу е белезникав, с охрист корем и черно подопашие. Женската е без мустаче, главата и подопашката са кафяви. Младите наподобяват женската, но са с черни перца по гърба. Издават звуци наподобяващи звънливо „цвин-цвин“.

## Разпространение
Среща се разпокъсано в цяла Евразия – от Великобритания до Япония. Обитава водоеми, обрасли с блатна растителност. В България гнезди на някои обрасли с тръстика места по Дунавското крайбрежие, край езерата Шабла и Дуранкулак, и край Бургаските езера. През зимата се събира в ята и се скита в търсене на храна из тръстикови масиви край любимите му блата и езера.
В България се среща целогодишно. Начинът на скитане през зимата – на шумни ята, го прави по-лесно забележим през този сезон.

## Хранене
Най-често събират храната си от тръстиките и от земята. През лятото се хранят с насекоми и паяци, а през зимата – предимно със семена на тръстики и други растения.

## Размножаване
Обикновено гнезди на колонии (т.е. много двойки си правят гнездата в близост едно до друго). Гнездото е разположено ниско в тръстиката и е кръгло, чашкообразно. Снасят се 5 – 7 яйца, които се мътят около 12 дена и от двамата родители. Грижите за потомството в гнездото продължават 9 – 12 дена. За една година могат да се отгледат две люпила.